# Saraswati Albano-Müller

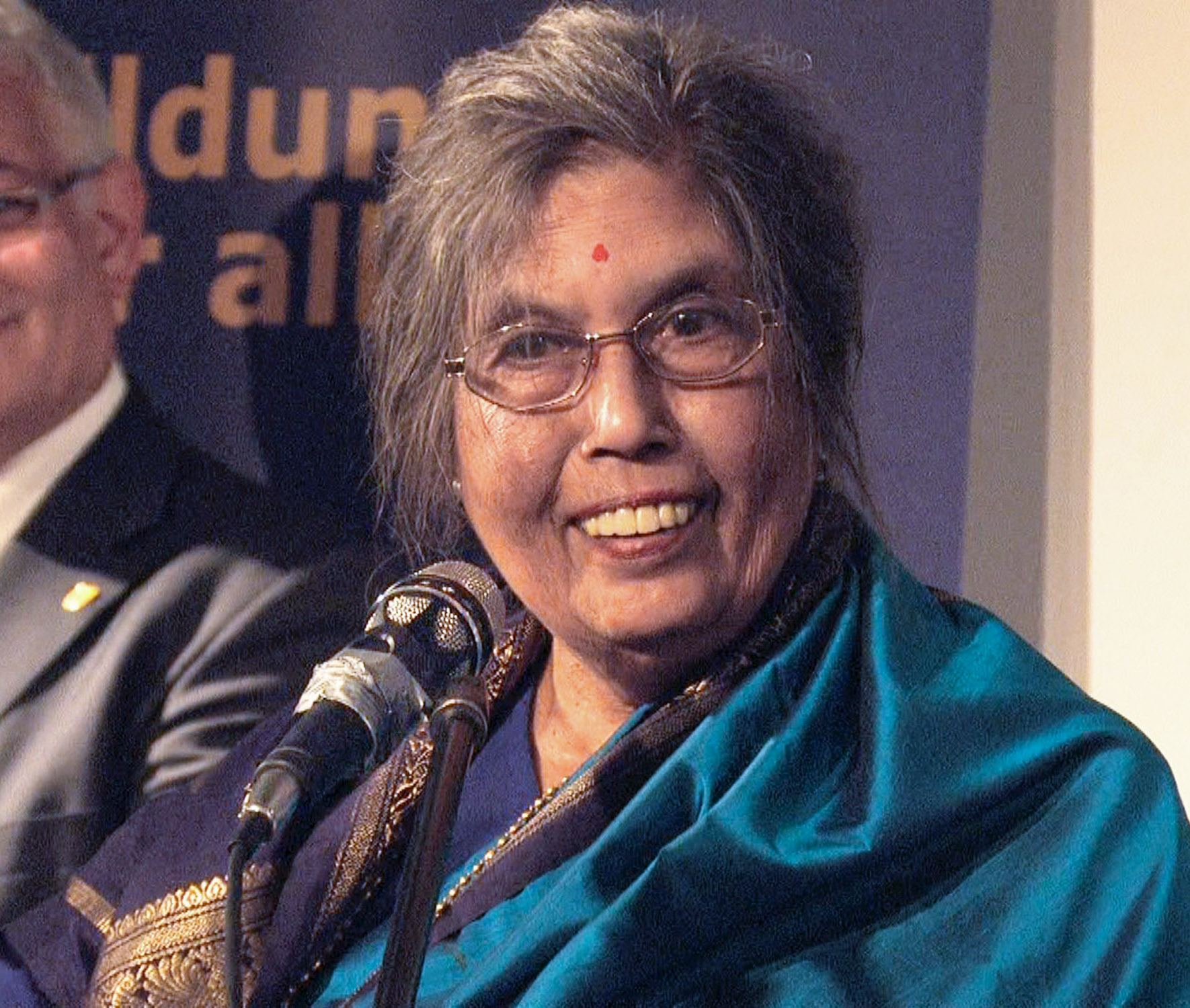
Saraswati Albano-Müller bei Entgegennahme des „Integrationspreises“, 2013

Saraswati Albano-Müller geb. Sundaram (* 27. September 1933 in Benares; † 22. April 2024) war eine Pädagogin, Journalistin und Mittlerin zwischen den Kulturen Indiens und Deutschlands. Als Tochter des Gandhi-Vertrauten V. A. Sundaram lebte sie seit 1961 in Deutschland und vermittelte indische Kultur und Werte auf dem Weg über Veranstaltungen, Vorträge und Medienauftritte. Ihr Privathaus in Schwelm entwickelte sie zu einer Kultur- und Begegnungsstätte. 1997 erhielt Albano-Müller für ihr Engagement das Bundesverdienstkreuz.

## Herkunft und Prägung
Als Tochter südindischer Brahmanen wuchs Albano-Müller im nordindischen Benares/Varanasi auf. Ihr Elternhaus auf dem Gelände der Benares Hindu University (BHU) ist heute als Gedenkstätte „Gandhi Bhawan“ erhalten. Das Weltbild Mahatma Gandhis mit seiner universalistischen, glaubenseinenden Botschaft prägte Vater und Tochter Sundaram.
Benannt nach Saraswati, der Göttin des Lernens, besuchte Albano-Müller Schulen der Theosophischen Gesellschaft. Der universalistische Geist von Schulgründerin Annie Besant wirkte ebenso prägend wie die universalistische Philosophie von Hausnachbar und Universitätsrektor S. Radhakrishnan, dem späteren Präsidenten Indiens. Albano-Müller studierte Psychologie zunächst an der BHU, anschließend auf Wunsch ihres anglophilen Vaters an der Universität von London (1956 Master in Child Psychology). Ab 1958 wirkte sie als Dozentin für Kinderpsychologie am Lady Irwin College der Universität von Delhi.

## Salonnièrein Schwelm

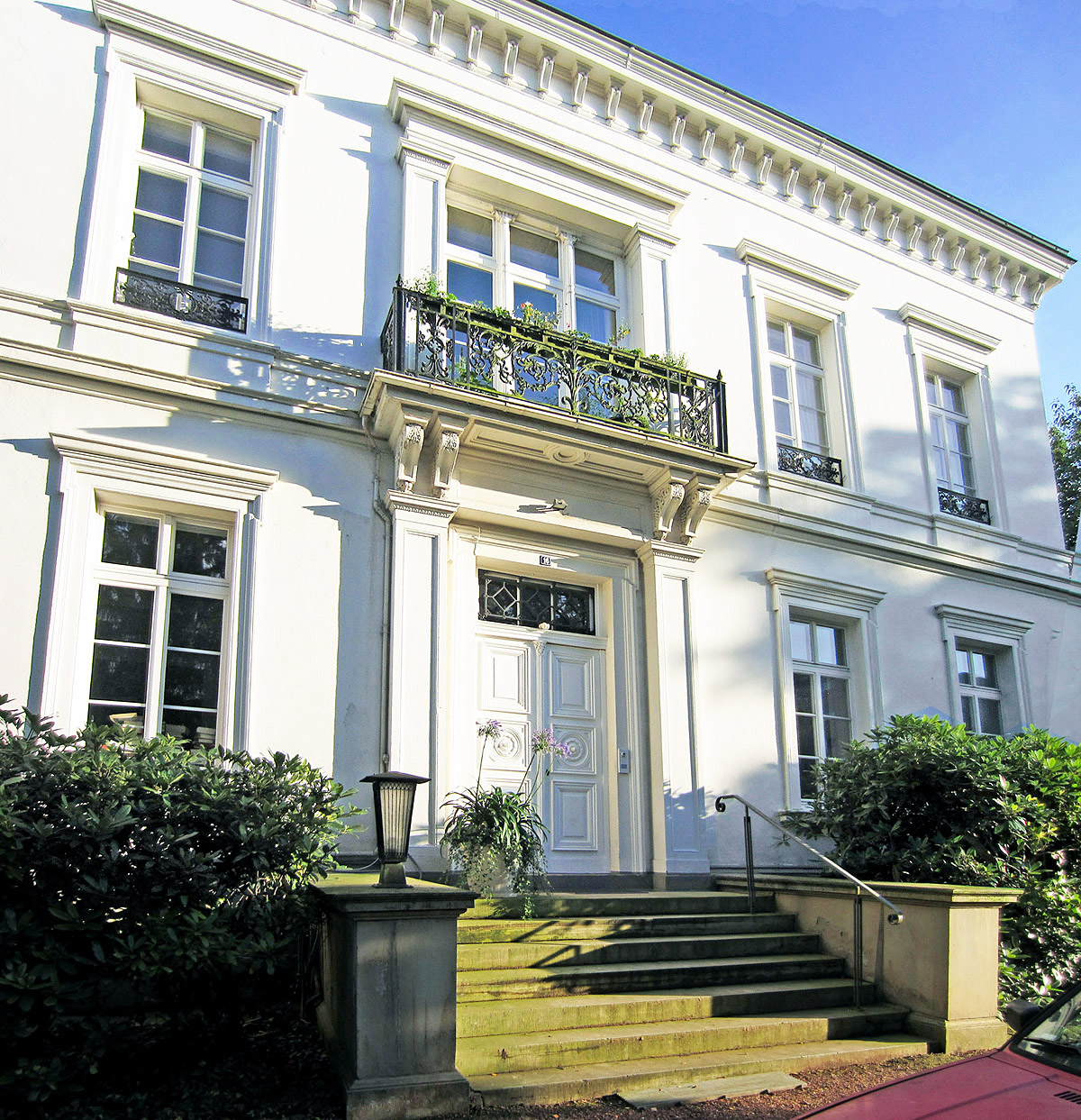
Haus Albano-Müller in Schwelm (Baudenkmal von 1849)

1959 lud die deutsche Bundesregierung Albano-Müller zu einem zweiwöchigen Besuch des Landes ein. Sie heiratete 1962 in Deutschland den Unternehmer Armin Albano-Müller und nahm die deutsche Staatsbürgerschaft an. Von 1963 bis 1971 betreute sie als Redakteurin der Deutschen Welle in Köln eine eigene wöchentliche Radiosendung in englischer Sprache („Woman’s hour“) und interviewte dazu u. a. Helmut Schmidt und Gustav Heinemann. Für ihre zwei Kinder gründete sie in Schwelm einen privaten Kindergarten im eigenen Haus (Foto, eine Villa des 19. Jhs.) und entwickelte diesen ab 1968 fort zu einem Begegnungskreis engagierter Frauen, dem „Colloquium Feminarum“. Im Kontext der einsetzenden Emanzipationsbewegung fand der Kreis starken Zuspruch und wuchs in zwei Jahrzehnten auf über 200 Mitglieder, diese vorwiegend aus dem Raum Wuppertal, Rheinland und Ruhrgebiet.
Für das „Colloquium Feminarum“ organisierte Albano-Müller weitgehend in Eigeninitiative ein festes, monatliches Programm von Vorträgen, Konzerten, Ausstellungs-, Atelier- und Firmenbesuchen. Die geladenen Redner aus Wirtschaft, Wissenschaft, Kultur, Politik und Kirchen waren vielfach von prominentem Namen, darunter Hermann Josef Abs, Liselotte Funcke, Hans Küng, Hanna-Renate Laurien, Ulrich de Maizière, Christian Pfeiffer, Konrad Schily, Ernst Ulrich von Weizsäcker, Hans-Georg Wieck, Charles Wilp und Notker Wolf.
Der Bildungsanspruch der Veranstaltungen und ihr großbürgerlicher Rahmen im Haus Albano-Müller führten zur Darstellung des „Colloquium Feminarum“ als Salon der Neuzeit, mit Albano-Müller als moderner Salonnière. NRW-Ministerpräsident Wolfgang Clement gratulierte 1998 dem Kreis und seiner Gründerin zum 30-jährigen Bestehen. Über annähernd vier Jahrzehnte gestaltete Albano-Müller ein aktives Programm.
Ab 1972 unterhielt Albano-Müller einen weiteren Begegnungskreis von Frauen („Schwelmer Freundeskreis“) auf lokaler Ebene, gleichfalls mit festem monatlichen Programm von Vorträgen und Gesprächen. Zugunsten eines allgemeinen Publikums in Schwelm organisierte sie Großveranstaltungen wie Rock- und Jazzkonzerte, Musical und Tempeltanz. In den 1990er Jahren lud sie regelmäßig reisende osteuropäische Wirtschaftsdelegationen in das eigene Haus, um ihnen einen privaten Eindruck von deutsch-indischer Kultur und die Begegnung mit Einheimischen zu vermitteln.
Bei ihrem Engagement räumte Albano-Müller der Förderung von jungen und angehenden Künstlern großen Stellenwert ein. Musiker, Maler, Tänzer, Bildhauer und Modeschöpfer fanden in ihrem Haus Gelegenheit zu Auftritt und Ausstellung, darunter in großer Zahl auch Künstler aus Indien.

## Wirken als „Brückenbauerin“

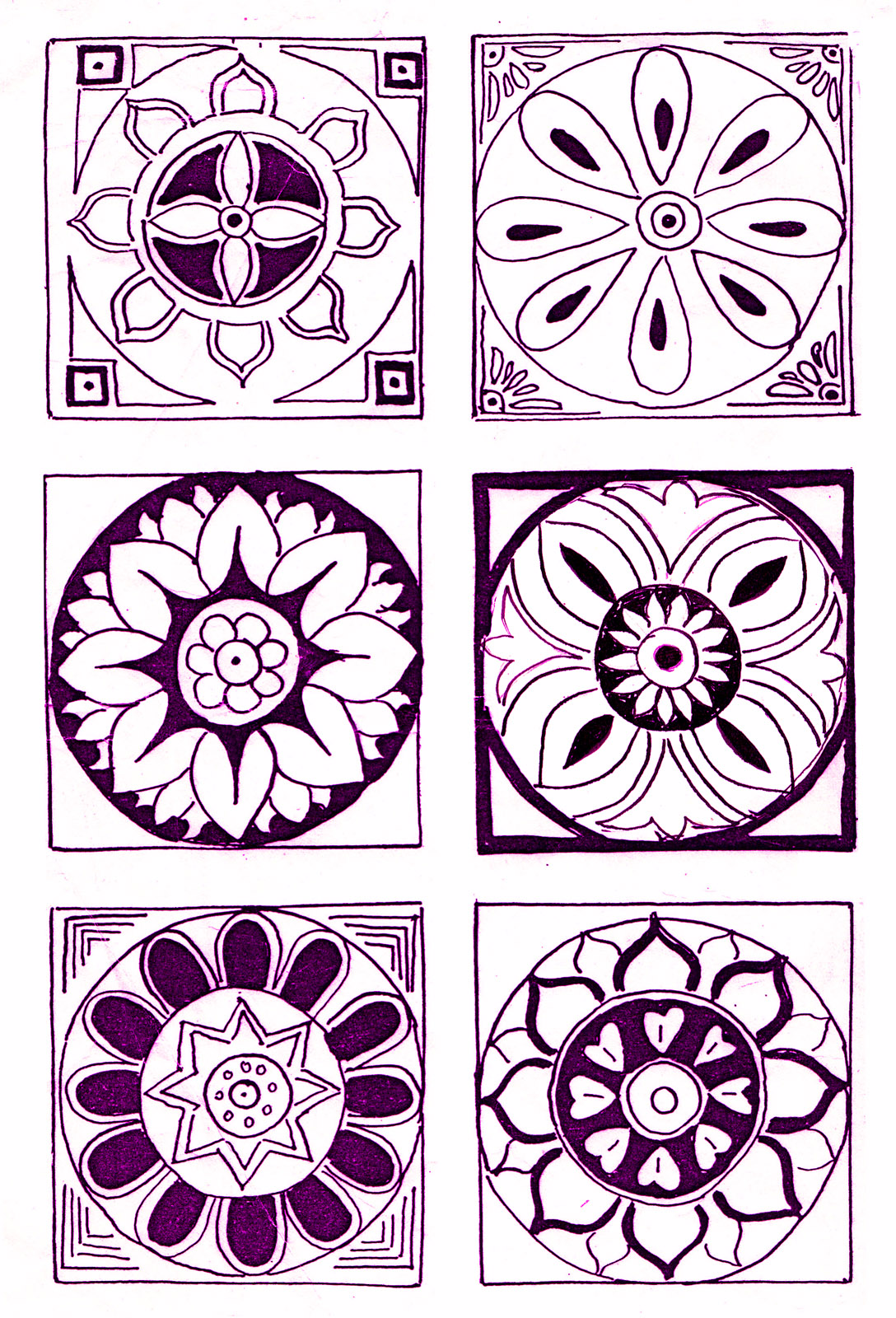
Mit eigenen Mandalas vermittelt Albano-Müller auch Prinzipien ihres Glaubens

Ab 1968 reiste Albano-Müller in vielen Teilen Deutschlands, um Vorträge zum Thema Indiens und indischer Wertvorstellungen zu halten. Ihre kurzweiligen und humorvollen, zugleich philosophisch tiefgehenden Darstellungen führten zu Einladungen von Schulen, Universitäten, Kirchen, Vereinen und Verbänden.  Mehrfach trat sie in Radio- und Fernsehsendungen auf. Sie veranstaltete indische Mal- und Kochkurse. Es prägte sich für sie der Begriff einer „Brückenbauerin“ zwischen den Kulturen und Religionen.
1977/78 dokumentierte Albano-Müller zusammen mit Werbefotograf Charles Wilp das Phänomen des massenhaften Aufbruchs junger Deutscher nach Indien auf der Suche nach spiritueller Orientierung. Es entstanden ein Bildband (1978) und ein Fernsehfilm für den WDR  (1980).

## Wirken als Pädagogin
Um der vielbeklagten Orientierungslosigkeit junger Menschen im anbrechenden Postmaterialismus der siebziger Jahre eine Antwort entgegenzusetzen, gründete Albano-Müller 1979 das „Jugendförderungswerk e.V.“ in Schwelm. Monatliche Veranstaltungen mit geladenen Rednern führten jeweils bis zu 50 Jugendliche in ihr Haus. Ab 1997 entwickelte sich daraus die Veranstaltungsreihe „Philosophisches Gastmahl“ in Zusammenarbeit mit Philosophielehrer Klaudius Gansczyk aus Hagen. Prominente Redner dieser Reihe waren u. a. die Philosophen Eugen Drewermann, Vittorio Hösle und Ram Adhar Mall.
Ab 1979 begann Albano-Müller, regelmäßig Schulklassen aus Schwelm, Wuppertal und der Region in ihr Haus zu laden. Mit indischer Malerei und Musik, indischem Spielzeug und Essen aus eigener Küche suchte sie nicht nur die eigene Kultur und Religion zu vermitteln, sondern darüber hinaus eine grundsätzliche Offenheit und Neugier gegenüber dem kulturell Unbekannten und Fremden.
1988 richtete Albano-Müller im eigenen Haus eine permanente Ausstellung von traditionellem indischen Spielzeug ein, eröffnet durch Christina Rau und nachfolgend über zwei Jahrzehnte von Kindergärten und Schulklassen besucht.

## Wirken als Hindu
Bei allen Auftritten und gastlichen Aktivitäten hob Albano-Müller die eigenen Überzeugungen als Hindu und Brahmanin hervor. Gott in sich selbst und in jedem Lebewesen wahrzunehmen, in jedem Gast wie auch in Tieren und Pflanzen, stand dabei für sie ebenso im Mittelpunkt wie die Überzeugung, dass alle Religionen gleichwertige und gleichrangige Wege zu einem einzigen Gott darstellen.
Mit diesen Botschaften trat Albano-Müller in der Rolle einer Vertreterin des Hinduismus zwischen 1982 und 2005 vielfach auf Kirchentagen und Katholikentagen in Deutschland auf. 2003 sprach und betete sie im Gottesdienst der Großen Sebalduskirche von Nürnberg. Ihre Glaubensprinzipien erläuterte sie in eigenen Schriften.

## Anerkennung
1975 wurde Albano-Müller als Delegierte in den Deutschen Frauenring berufen, 1978/79 wirkte sie in der Nationalen Kommission für das Jahr des Kindes. 1997 wurde ihr das Bundesverdienstkreuz für „Brückenbau zwischen Menschen und Kulturen“ verliehen. 2013 erhielt sie den Integrationspreis der Volkshochschule Ennepe-Ruhr-Süd. 2015 lud die indische Botschaft sie zu einer Begegnung mit Premierminister Narendra Modi, in Anerkennung ihres Engagements für die kulturelle Vermittlung zwischen Indien und Deutschland.

### Filme (Youtube)
- Curry und Kultur auf YouTube (7 Min., Dokumentation zum Besuch einer Schulklasse bei Albano-Müller im November 2010)
- Kinderparlament Hilden zu Besuch bei Saraswati Albano-Müller auf YouTube (6 Min., Dokumentation eines Besuchs im Juli 2011)
- Integrationspreis 2013 für Saraswati Albano-Müller auf YouTube; Aufzeichnung der Preisverleihung, in zwei Teilen, 19 und 15 Min., (Link zu Teil 2 auf YouTube)
- Ein Gebet auf Sanskrit auf YouTube (2 Min., Originalton aus der Nürnberger Sebalduskirche, März 2003)

## Veröffentlichungen

### Schriften (Auswahl)
- Was Religion für mich bedeutet. In: Albano-Müller, Saraswati; Wilp, Charles. Freiheit empfinden. Busche, Gesellschaft für Umweltgestaltung, IFK, 1978, S. 215 f.
- Indische Frau in deutscher Gesellschaft. In: Meine Welt, Zeitschrift zur Förderung des Deutsch-Indischen Dialogs, Juni 1982, S. 13–16
- Begegnung mit dem Hinduismus in Deutschland – praktische Demonstration einer „fernen“ Religion im Unterricht. In: Lähnemann, Johannes (Hrsg.): Das Projekt Weltethos in der Erziehung. Referate und Ergebnisse des Nürnberger Forums 1994. EB-Verlag, Hamburg 1995, S. 286-290. ISBN 3-923002-86-6.
- Die vier Bedürfnisse des Menschen. Erfahrungen einer Hindu mit dem Christentum. In: „nachrichten“ der evangelisch-lutherischen Kirche in Bayern. 50. Jg., 1. Oktoberausg. 1995. S. 369–371
- Erfahrungen im interreligiösen Dialog – eine hinduistische Perspektive. In: Schreiner, P.; Sieg, U.; Elsenbast, V. (Hrsg.): Handbuch Interreligiöses Leben. Gütersloher Verlagshaus, Gütersloh. 2005, Kap. 3, S. 330-334. ISBN 3-579-05574-7. Online bei Comenius Institut, Open Access Bereich (abgerufen 10. Nov. 2018)
- Als Vorbild wirken. In: Meine Welt (Hrsg.): Heimat in der Fremde: Migrationsgeschichten von Menschen aus Indien in Deutschland. Draupadi Verlag, Heidelberg 2008, S. 225–234. ISBN 978-3-937603-30-8

### Radiointerviews (Auswahl)
- Saraswati Albano-Müller, von Jürgen Hoeren, Sendereihe „SWF 1 Nachtradio“, Südwestfunk (SWF), 21. Juli 1997 (60 Min., zur eigenen Biographie)
- Saraswati Albano-Müller, von Jürgen Hoeren, Sendereihe „SWR 2 Zeitgenossen / Lebenswege außergewöhnlicher Frauen“, Südwestrundfunk (SWR), 6. Mai 2001 (45 Min.)
- Brückenbauerin zwischen den Kulturen. Saraswati Albano-Müller und ihr 'Haus der Begegnung' in Schwelm, von Wolfgang Steil, Sendereihe „WDR 5 Erlebte Geschichten“, Westdeutscher Rundfunk (WDR), 30. November 2003 (23 Min.). Abgerufen 11. November 2018
- Gandhi, Einstein und andere – alles im kleinen roten Koffer. Saraswati Albano-Müller und die Briefe ihres Vaters, von Wolfgang Steil, Sendereihe „WDR 5 Neugier genügt“, Westdeutscher Rundfunk (WDR), 24. Dezember 2012 (20 Min.)
- Ganesha lässt schön grüßen. Hinduismus in Deutschland vermitteln, von Mithu Sanyal, Sendereihe „SWR 2 Glauben“, SWR, 5. Oktober 2014 (25 Min.). Sendemanuskript bei swr.de (abgerufen 11. November 2018)